# Hijes
Hijes es un municipio y localidad española de la provincia de Guadalajara, en la comunidad autónoma de Castilla-La Mancha. El término municipal tiene una población de 21 habitantes (INE 2024).

## Geografía
La localidad está situada a una altitud de 1160 m sobre el nivel del mar. El término municipal limita con los de Miedes de Atienza, Retortillo de Soria, Somolinos y Ujados.
| Noroeste: Retortillo de Soria | Norte: Retortillo de Soria | Noreste: Retortillo de Soria |
| Oeste: Somolinos              |                            | Este: Miedes de Atienza      |
| Suroeste: Ujados              | Sur: Ujados                | Sureste: Miedes de Atienza   |

## Historia
Hacia mediados del siglo XIX, el lugar tenía contabilizada una población de 252 habitantes. La localidad aparece descrita en el noveno volumen del Diccionario geográfico-estadístico-histórico de España y sus posesiones de Ultramar de Pascual Madoz de la siguiente manera:

HIGES: v. con ayunt. en la prov. de Guadalajara (13 leg.), part. jud. de Atienza (2), aud. terr. de Madrid (23), c. g. de Castilla la Nueva, dióc. de Sigüenza (6). sit. á la falda de la sierra Pela, goza de buena ventilacion, su clima es frio y las enfermedades mas comunes, fiebres intermitentes: tiene 74 casas; la consistorial, escuela de instruccion primaria á cargo de un maestro á la vez sacristan y secretario de ayunt., dotado con 1,100 rs.; otra de niñas cuya maestra percibe 315 rs. de asignacion; una igl. parr. (La Natividad de Ntra. Sra.), servida por un cura de provision real ú ordinaria, segun los meses en que ocurre la vacante. Confina el térm. N. Retortillo; E. Miedes; S. Cañamares, y O. Ujados; dentro de él se encuentran 8 fuentes de buenas aguas y las ermitas de La Soledad, San Roque y San Bartolomé; hacia el S., en el sitio que llaman los Arroyos, se notan vestigios de haber existido una antigua pobl., y en el mismo sitio se han hallado enterramientos romanos, alfanges, alabardas, puñales, cuchillos y algunas monedas de cobre, del tiempo de Constantino el Magno. El terreno que participa de montuoso y llano, es de buena calidad; comprende buenos bosques poblados de encina y roble; le baña el r. Pajares, que nace dentro de la jurisd. caminos: los locales, de herradura y en buen estado. correo: se recibe y despacha en la cab. del part., por los que concurren al mercado, ó por carga vecinal. prod.: trigo, centeno, algunas legumbres, frutas y abundantes y buenos pastos, con los que se mantiene ganado lanar, cabrio y vacuno; caza de conejos, liebres y perdices. ind.: la agrícola. pobl.: 72 vec., 252 almas. cap. prod.: 1.258,500 rs. imp.: 98,100. contr.: 6,070. presupuesto municipal: 1,200, se cubre con los fondos de propios y arbitrios.
(Madoz, 1847, p. 195)

## Demografía
Hijes cuenta con una población de 21 habitantes (INE 2024).
| Gráfica de evolución demográfica de Hijes entre 1842 y 2021                                                         |
| |
| Población de derecho según los censos de población del INE Población de hecho según los censos de población del INE |

## Patrimonio histórico-artístico
- Necrópolis de los Arroyuelos

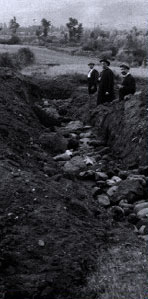
Vista de la necrópolis de Hijes en la década de 1930

En el siglo XIX se realizaron las excavaciones en el término municipal de la necrópolis prerromana de los Arroyuelos, en las que tomaron parte entre otros Enrique de Aguilera y Gamboa, marqués de Cerralbo, y Francisco de Padua Nicolau Bofarull.
- Iglesia parroquial de Hijes

Iglesia que conserva el ábside semicircular románico, reformada sustancialmente en los siglos XVI y XVII.